# Moritz Leuenberger
Moritz Leuenberger (Biel, 21 september 1946) is een Zwitsers politicus. Hij is lid van de socialistische partij. Hij is een advocaat en woont in Zürich.
Hij maakte vanaf zijn verkiezing op 27 september 1995 tot 31 oktober 2010 deel uit van de Zwitserse regering (Bondsraad). Hij was bondspresident in 2001 en 2006. Hij was plaatsvervangend bondspresident in 2000 en 2005. Op 2 december 2009 werd hij ten derden male gekozen tot vicepresident, voor het jaar 2010, echter door zijn aftreden in 2010, werd hij niet voor de derde keer bondspresident.
Moritz Leuenberger leidde gedurende zijn gehele regeerperiode het ministerie van Verkeer, Milieu, Energie en Communicatie.
Einde 2004 raakte hij in zwaar water, omdat verschillende verkeersprojecten met budgetoverschrijdingen en vertragingen te maken kregen. Ook het staatsverdrag met Duitsland voor het aanvliegen van luchthaven Zürich-Kloten over Duits grondgebied werd als veel te mager beschouwd.
Leuenberger trad af in oktober 2010 en werd opgevolgd door zijn partijgenoot Simonetta Sommaruga.
- Base de données des élites suisses: 50032
- Gemeinsame Normdatei: 122682203
- Historisch woordenboek van Zwitserland: 033679
- International Standard Name Identifier: 0000 0000 3848 9789
- Library of Congress Control Number: nb2003088637
- Istituto Centrale per il Catalogo Unico: MILV267852
- Système universitaire de documentation: 226393755
- Zwitserse Bondsvergadering: 134
- Virtual International Authority File: 45189457
- WorldCat: E39PBJwCVbCq3wkKkHrFKcyPQq